# Поликультурализм
Поликультурали́зм (англ. Polyculturalism) — концепция, которая предполагает наличие тесной связи между всеми этносами и этническими группами, которые живут в одном обществе. Меньшее внимание исследователи уделяют границам, разделяющим эти группы. Ключевым аспектом концепции является положение о том, что культуры и национальности развиваются не изолированно, а все достижения — это результат взаимодействия между разными культурами.
При этом поликультурализм не основан на модели межгруппового контакта, так как эта концепция не подразумевает в качестве цели формирование общей идентичности и общих целей с другими культурами.

## История понятия
С 1960-х гг. понятие поликультурализма использовалось прежде всего в негативном контексте, так как этот термин употреблялся в контексте сепаратизма и этноцентризма, а также повышенной «чувствительности» государства к запросам граждан из определенных этнических групп.
Кардинальные изменения в восприятии этого понятия произошли в 1990 году после публикации статьи бывшего заместителя образования США Дайяны Равич. В этом материале была проведена граница между понятиями «плюралистический поликультурализм» и «сепаратистский плюрализм».
Понятие в современном смысле и в качестве самостоятельной концепции было впервые сформулировано в США в 2001 году в книге «Everybody Was Kung Fu Fighting: Afro-Asian Connections and the Myth of Cultural Purity», написанной Виджэем Прэшэдом (англ. Vijay Prashad). Он отличается от мультикультурализма, который вместо этого подчеркивает отдельность идентичностей самоидентифицируемых культурных групп с целью сохранения и празднования их различий, несмотря на взаимодействие между ними.
Сторонники поликультурализма выступают против мультикультурализма, утверждая, что акцент последнего на различиях и обособленности является спорным и вредным для социальной сплоченности.
Концептуальная основа поликультурализма была создана И. Берлином.

## Сущность
Одним из важнейших тезисов поликультурализма является следующий: «Государствам присуще культурное разнообразие, и идентичность является вопросом индивидуального выбора». Разнообразие культур не ограничивается одной национальностью, оно может быть связано со следующими факторами:
- возраст;
- уровень достатка;
- принадлежность к тому или иному социальному классу.

При этом наибольшее внимание уделяется различиям в культуре, исходящим от расы, этноса и языка. Вследствие этого важным положением является необходимость толерантного обращения с представителями разных культур.
Также большую роль в философии поликультурализма играет положение о том, что человек абсолютно свободен в выборе собственных убеждений, принадлежности к той или иной культуре, образе жизни и многих других аспектах существования. В связи с этим близкой концепцией является идея ценностного плюрализма Берлина.
Кроме того, поликультуралисты исходят из тезиса о том, что единого и «правильного» образа жизни не существует, поэтому людям необходимо примиряться с отличиями от других. При отсутствии консенуса и толерантности к чужой точке зрения неизбежно возникают конфликты и противоречия, в том числе нравственного характера.
Для того чтобы обеспечить достижение согласия между отдельными индивидами, общество должно быть устроено так, чтобы люди различных взглядов могли легально и мирно транслировать свои убеждения и жить в соответствии с ними. Кроме того, необходимо, чтобы люди уважали друг друга для мирного сосуществования на одном и том же политическом пространстве.

## Поликультурализм и общество
Общества разных государств и в разные времена демонстрируют разную реакцию на внедрение идеи поликультурализма. Выделены четыре типа реакции:
- апартеид;
- изоляционизм;
- ассимиляция;
- мягкий поликультурализм;
- жесткий поликультурализм[6].

«Апартеид» не закрывает представителям культурных меньшинств доступ в страну (как правило, это по определению невозможно), но предусматривает полный запрет на их ассимиляцию.
Изоляционизм — это попытка не допустить возникновения культурного разнообразия путем ограничения права на въезд и выдачи разрешений на работу и проживание иностранным гражданам. Подобного подхода придерживаются некоторые развитые страны, в частности, Австралия и Япония.
Другим проявлением реакции на взаимодействие с другими культурами считается политика ассимиляции, направленная на включение представителя другой культуры в доминирующую культуру страны пребывания. Таким образом минимизируется влияние других этносов на культуру общества. Такая политика может распространяться как на приезжих иностранцев, так и на коренные народы.
Одним из примеров такой политики является инициатива «Белая Австралия», которая проводилась правительством страны с 1901 года до Второй мировой войны.
Целью этой политики стала адаптация аборигенов Австралии к национальной культуре.
«Мягкий» поликультурализм — это концепция, сторонники которой исходят из того, что в любом обществе с достаточной степенью свободы люди будут взаимодействовать друг с другом и подражать друг другу. Согласно этому подходу, иностранцы должны следовать общим принципам общежития в стране пребывания (учить язык местных жителей, понимать культуру и обычаи), так как это сокращает издержки и содействует повышению качества жизни.
«Жёсткий» поликультурализм предполагает, что общество должно активно содействовать полноценному участию людей в жизни общества, но и оставлять возможности для сохранения идентичности и традиций. В соответствии с этой позицией поликультурализм необходимо не только поощрять толерантность, но и поддерживать ее в рамках финансовой и правовой политики.

## В России
Россия — многонациональное государство, но в то же время длительная политика ассимиляции жителей европейской и азиатской части России приводит к противоречиям при реализации поликультурной политики.
Согласно исследованию, проведенному специалистами Высшей школы экономики, этнический дальтонизм и поликультурализм отрицательно связаны с принятыми в обществе убеждениями относительно этносов Северного Кавказа (чеченцы), бывшего СССР (узбеки, белорусы) и приграничных государств (китайцы).
Ключевыми факторами стала культурная дистанция и наличие стереотипов по отношению к другим этническим группам.